# Мещеряков, Юрий Александрович
Ю́рий Алекса́ндрович Мещеряко́в (17 августа 1921, Калуга — 20 мая 1970, Москва) — советский учёный, географ-геоморфолог, доктор географических наук, профессор, специалист в области геодинамики и морфоструктурного анализа. Президент комиссии по современным движениям земной коры при Международном союзе геодезии и геофизики (1960—1970). Заведующий отделом геоморфологии и палеогеографии Института географии АН СССР (1961—1970), первый главный редактор журнала «Геоморфология» (1970).

## Биография
Юрий Александрович Мещеряков родился в Калуге, среднее образование получил в Уфе. После школы поступил на геодезический факультет МИИГАиК, который окончил с отличием в 1945 году. В 1951 году заканчивает аспирантуру Института географии АН СССР и защищает кандидатскую диссертацию по теме «Опыт исследования современного строения и истории развития основных элементов рельефа Русской равнины (О роли эндогенных движений в формировании основных элементов рельефа Русской равнины)».
С 1953 года старший научный сотрудник отдела геоморфологии и палеогеографии ИГ АН СССР, с 1961 года — заведующий отделом. В 1964 году Ю. А. Мещерякову по итогам защиты диссертации на тему «Морфоструктура платформенных равнин» присвоена учёная степень доктора географических наук, а в 1970 году — учёное звание профессора. В 1970 году стал одним из организаторов (а после — главным редактором) журнала «Геоморфология» — ведущего отечественного научного журнала по геоморфологии.
Ю. А. Мещеряков скончался в Москве после тяжёлой болезни 20 мая 1970 года. Похоронен на Донском кладбище.
В память о Ю. А. Мещерякове в 1985 году учреждена медаль его имени, которая присуждается за выдающиеся успехи в геодинамических исследованиях.

## Научная деятельность
Ю. А. Мещеряков считается одним из основоположников структурной геоморфологии в отечественной науке. Им установлена взаимосвязь рельефа, тектонических движений и глубинного строения Земли. Ю. А. Мещеряков занимался исследованиями новейших тектонических движений (неотектоники) в СССР. Успешное внедрение в геоморфологию математических методов позволило Ю. А. Мещерякову получить количественные данные о современных движениях земной коры.

### Труды
- Морфоструктура равнинно-платформенных областей, 1960
- Молодые тектонические движения и эрозионно-аккумулятивные процессы северо-западной части Русской равнины, 1961
- Структурная геоморфология равнинных стран, 1965
- Рельеф земли (морфоструктура и морфоскульптура, 1967 (ответственный редактор)
- Рельеф СССР. Морфоструктура и морфоскульптура, 1972 (Монография опубликована после смерти автора)
- Равнины Европейской части СССР, 1974 (ответственные редакторы: Ю. А. Мещеряков и А. А. Асеев)
- Рельеф и современная геодинамика. Избранные труды, 1981